# Mirosław Rawa
Mirosław Andrzej Rawa (ur. 10 kwietnia 1961 w Drezdenku) – polski kajakarz, nauczyciel, menedżer i samorządowiec. W 1998 wiceprezydent Gorzowa Wielkopolskiego, w 2001 wicewojewoda lubuski, w latach 2010–2014 przewodniczący rady miejskiej Gorzowa Wielkopolskiego.

## Życiorys
W 1980 został absolwentem Zespołu Szkół Elektrycznych w Gorzowie Wielkopolskim. W latach 1971–1981 trenował kajakarstwo w MKS Znicz Gorzów Wielkopolski, odnosząc sukcesy jako junior i kwalifikując się do kadry narodowej juniorów w 1979. Został m.in. srebrnym medalistą mistrzostw Polski młodzików w K-2 (1972, Poznań) i dwukrotnie brązowym medalistą mistrzostw Polski juniorów: w K-4 na 500 m (1976, Augustów, osada w składzie: M. Rawa, J. Kislinger, D. Pstrągowski i Z. Jursza) i w K-4 na 1000 m (1977, Poznań, osada w składzie: J. Kislinger, M. Rawa, E. Pawlaczyk i J. Błażejczyk). Sięgnął także w 1977 po Puchar Dni Zielonej Góry (Wolsztyn, K-4 na 500 m w składzie: J. Kislinger, J. Błażejczyk, M. Rawa i I. Czaja) i po tytuł mistrza okręgu w wyścigu K-2 (1979, Choszczno, razem z J. Kislingerem).
W 1984 ukończył gorzowski wydział zamiejscowy poznańskiej AWF. Został także absolwentem studiów podyplomowych z: zarządzania zasobami ludzkimi w systemie SAP HR (Uniwersytet Ekonomiczny w Poznaniu), informatyki (Politechnika Szczecińska), administracji samorządowej (Uniwersytet im. Adama Mickiewicza w Poznaniu), zintegrowanych systemów zarządzania (UE w Poznaniu) oraz trenerstwa (Akademia Wychowania Fizycznego we Wrocławiu), a także Szkoły Helsińskiej Fundacji Praw Człowieka. Pracował jako nauczyciel w Szkołach Podstawowych nr 13 i 20 w Gorzowie Wielkopolskim, a także działał w nauczycielskiej „Solidarności”.
Nieprzerwanie od 1991 (z wyjątkiem lat 2002–2005) zasiada w radzie miasta Gorzowa Wielkopolskiego (od 1990 do 1991 zasiadał w niej jako obserwator z ramienia Komitetu Obywatelskiego). Ostatni raz uzyskał reelekcję w 2014, jednak złożył mandat w 2016. Reprezentował kolejno kluby: Komitetu Obywatelskiego, Solidarności, Akcji Wyborczej Solidarność oraz Prawa i Sprawiedliwości; sprawował funkcję szefa klubu radnych Solidarności (II kadencja), AWS (III kadencja) i PiS (V kadencja). Był wiceprzewodniczącym komisji rewizyjnej, a w kadencji 2010–2014 przewodniczącym organu. Zasiadał w zarządzie miasta, a przez kilka miesięcy w 1998 roku sprawował funkcję wiceprezydenta, współuczestnicząc m.in. w powołaniu Państwowej Wyższej Szkoły Zawodowej w Gorzowie Wielkopolskim. Był także m.in. liderem okręgowej listy AWS do Sejmu w wyborach w 1997. 1 marca 2001 powołany na stanowisko wicewojewody lubuskiego, odpowiedzialnego m.in. za oświatę, służbę zdrowia, rolnictwo, ochronę środowiska, sprawy społeczne i zarządzanie kryzysowe, a także za współpracę przygraniczną, działalność euroregionów i Kostrzyńsko-Słubickiej Specjalnej Strefy Ekonomicznej. Uczestniczył też w powołaniu Parku Narodowego „Ujście Warty”. Zakończył pełnienie funkcji wicewojewody w tym samym roku.
Sprawował funkcje przewodniczącego rady nadzorczej Zakładu Ubezpieczeń Społecznych w Gorzowie Wielkopolskim i rady nadzorczej Przedsiębiorstwa Gospodarki Komunalnej Sp. z o.o. w Strzelcach Krajeńskich. Należał do rady nadzorczej Enei, był również założycielem Fundacji na Rzecz Gorzowskiej Szkoły Wyższej i Stowarzyszenia Pomocy Bliźniemu im. Brata Krystyna. Przez 15 lat pracował jako szef działu kadr w Elektrociepłowni Gorzów, a w marcu 2016 został jej dyrektorem.
Został odznaczony Brązowym (2002) i Srebrnym (2018) Krzyżem Zasługi.

## Życie prywatne
Żonaty z Ewą, lubuską kurator oświaty.